# 중화민국 재정부

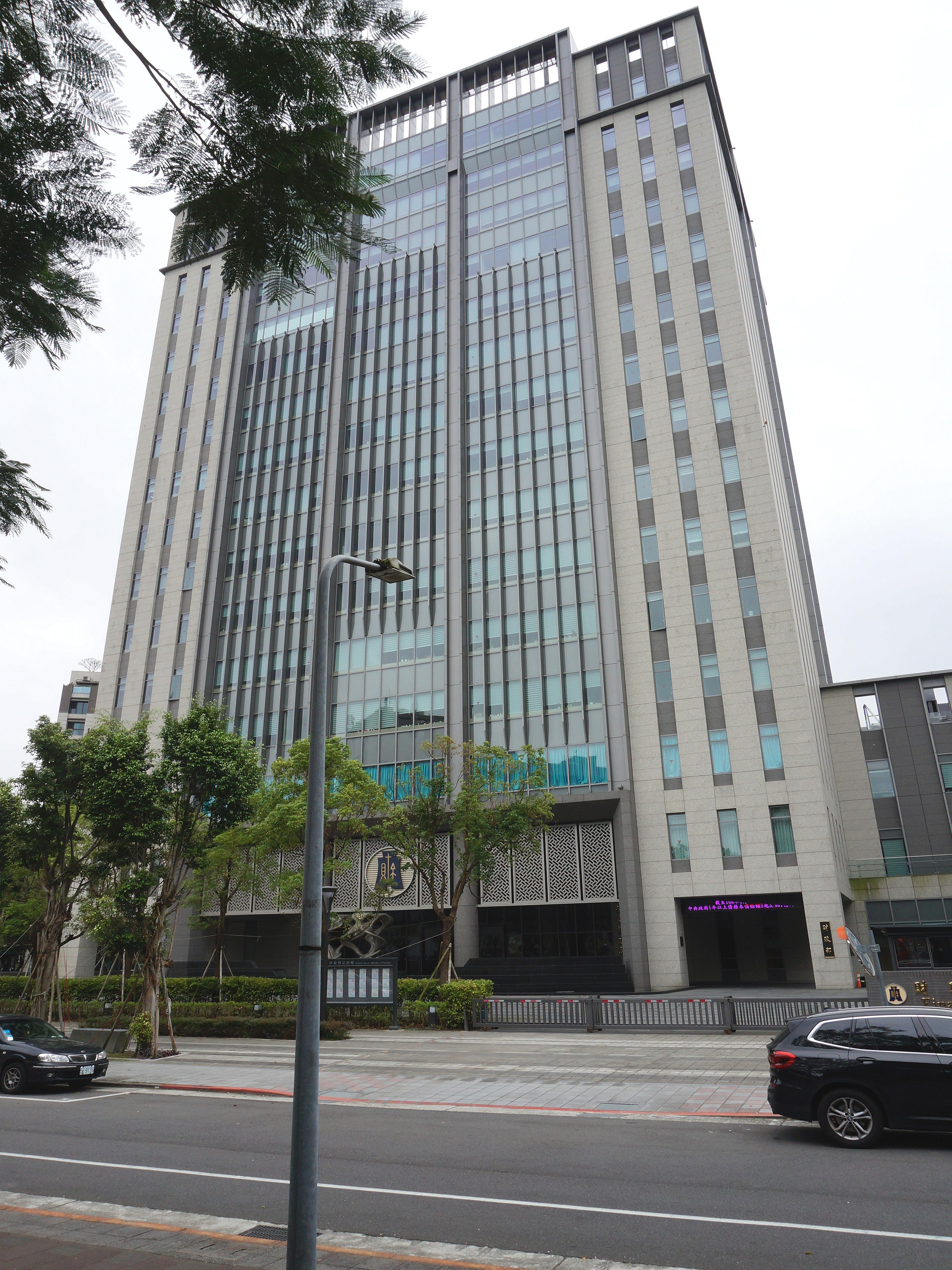
중화민국재정부

중화민국 재정부(中華民國財政部)는 중화민국 행정원에 속해있는 중화민국의 국가재정을 관리하는 부서이다. 1925년 처음 세워졌다. 산하에 여러 기업, 은행을 두어 운영하고 있다.

## 조직 현황
- 재정부장
- 재정부차장（상무차장 2명, 정무차장 1명）

- 직속기관
  - 관정사
  - 총무사
  - 비서실
  - 인사처
  - 회계처
  - 통계처
  - 정풍처
  - 법규위원회
  - 소원심의위원회

- 부속기관
  - 국고서
  - 부세서
  - 국유재산국
  - 대북시 국세국
  - 고웅시 국세국
  - 대만성 북구국세국
  - 대만성 중구국세국
  - 대만성 남구국세국
  - 대북구 지부처
  - 세제위원회

## 주소
臺灣臺北市中正區受國西路2號

## 같이 보기
- 중화민국 행정원